# Rohr (Thüringen)
Rohr is een gemeente in de Duitse deelstaat Thüringen, en maakt deel uit van de Landkreis Schmalkalden-Meiningen.
Rohr telt 921 inwoners.
Aschenhausen ·
Belrieth ·
Birx ·
Breitungen/Werra ·
Brotterode-Trusetal ·
Christes ·
Dillstädt ·
Einhausen ·
Ellingshausen ·
Erbenhausen ·
Fambach ·
Floh-Seligenthal ·
Frankenheim/Rhön ·
Friedelshausen ·
Grabfeld ·
Kaltensundheim ·
Kaltenwestheim ·
Kühndorf ·
Leutersdorf ·
Mehmels ·
Meiningen ·
Melpers ·
Neubrunn ·
Oberhof ·
Oberkatz ·
Obermaßfeld-Grimmenthal ·
Oberweid ·
Rhönblick ·
Rippershausen ·
Ritschenhausen ·
Rohr ·
Rosa ·
Roßdorf ·
Schmalkalden ·
Schwallungen ·
Schwarza ·
Steinbach-Hallenberg ·
Stepfershausen ·
Sülzfeld ·
Untermaßfeld ·
Unterweid ·
Utendorf ·
Vachdorf ·
Wasungen ·
Zella-Mehlis

Verwaltungsgemeinschaften: Dolmar-Salzbrücke · Hohe Rhön · Wasungen-Amt Sand